# Genfi Egyetem
A Genfi Egyetem (Université de Genève) Svájc második legnagyobb állami egyeteme, Genf kantonban. 2006-ban az amerikai Newsweek magazin a világ 32. legjobb egyetemeként értékelte.

## Története
Kálvin János 1559-ben alapította az egyetemet, ahol azután a teológia tanára lett. Az intézmény első, latin neve Schola Genevensis volt. Földrajzi elhelyezkedése miatt vezető szerepet tölt be a többi felsőoktatási intézmény között. Számos kutatója tevékenykedik Európa-szerte. 2018 őszén több mint 17 000 diákja volt, sok különböző országból, Yves Flückiger professzor a rektora. Az oktatás francia nyelven zajlik.

## Személyiségei képekben

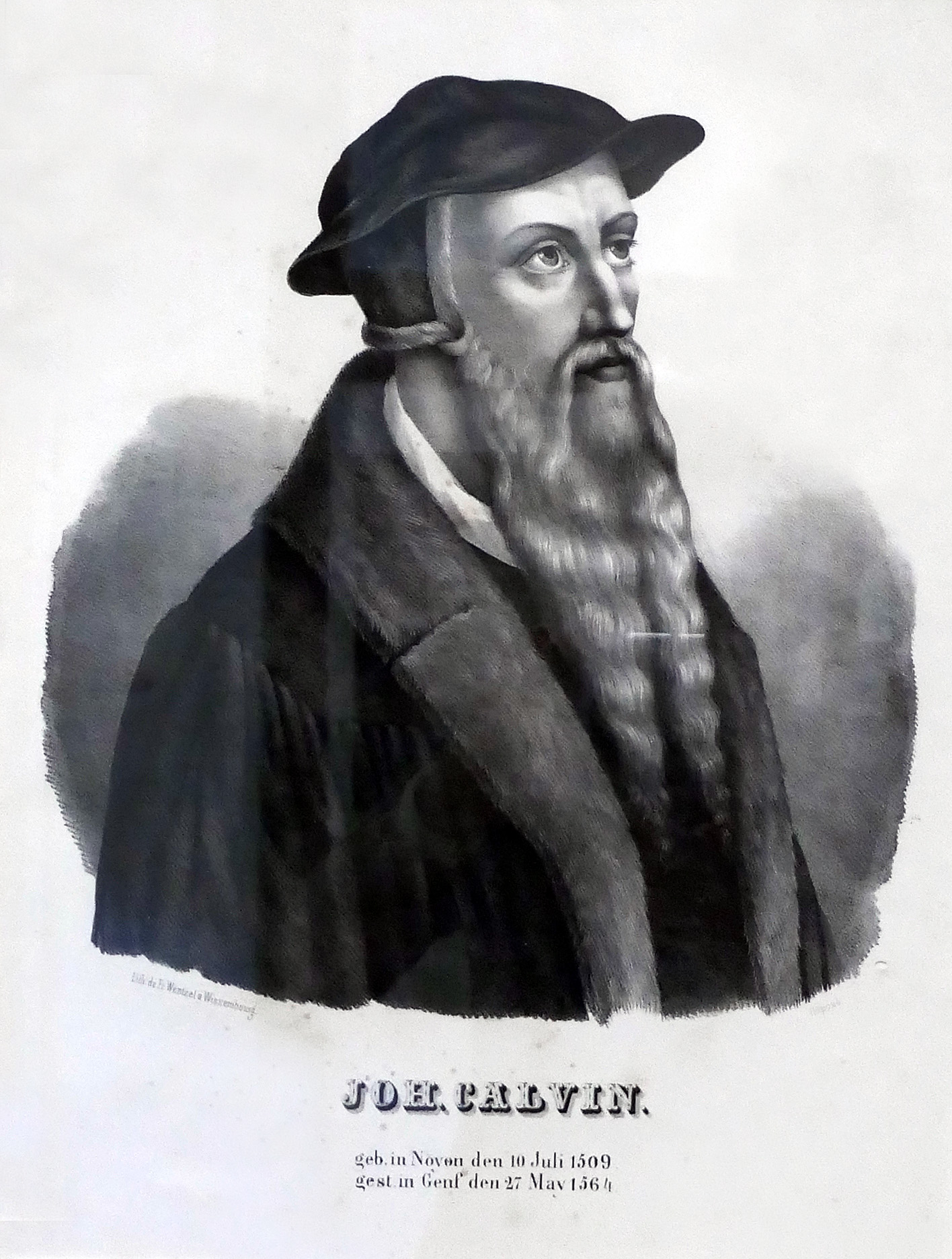
Kálvin János, a kálvinizmus alapítója
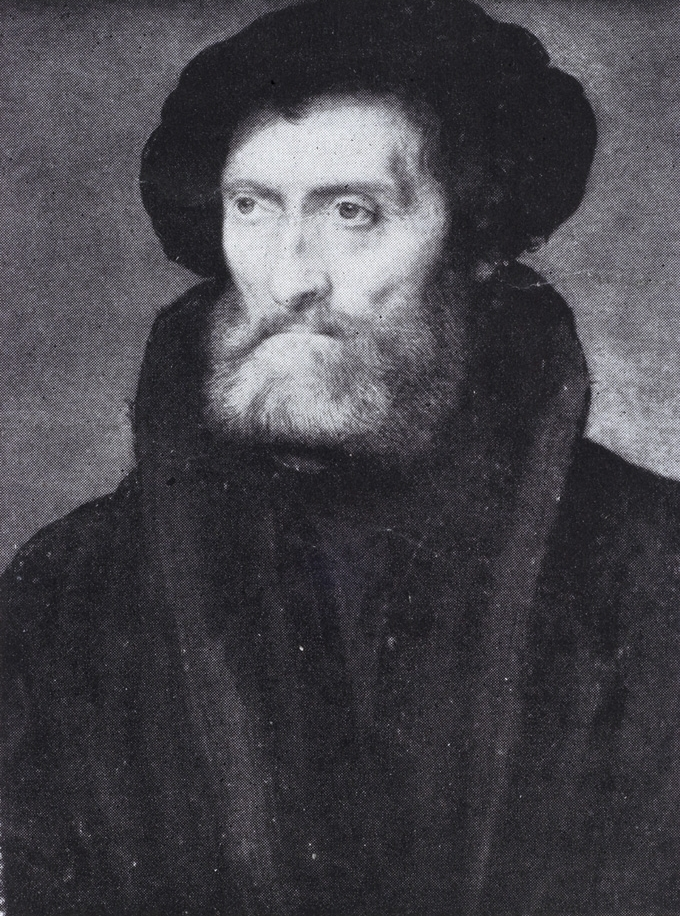
Béza Tódor, teológus, reformátor
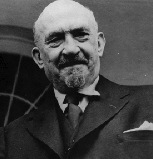
Háim Weizmann, biokémikus, Izrael első államelnöke
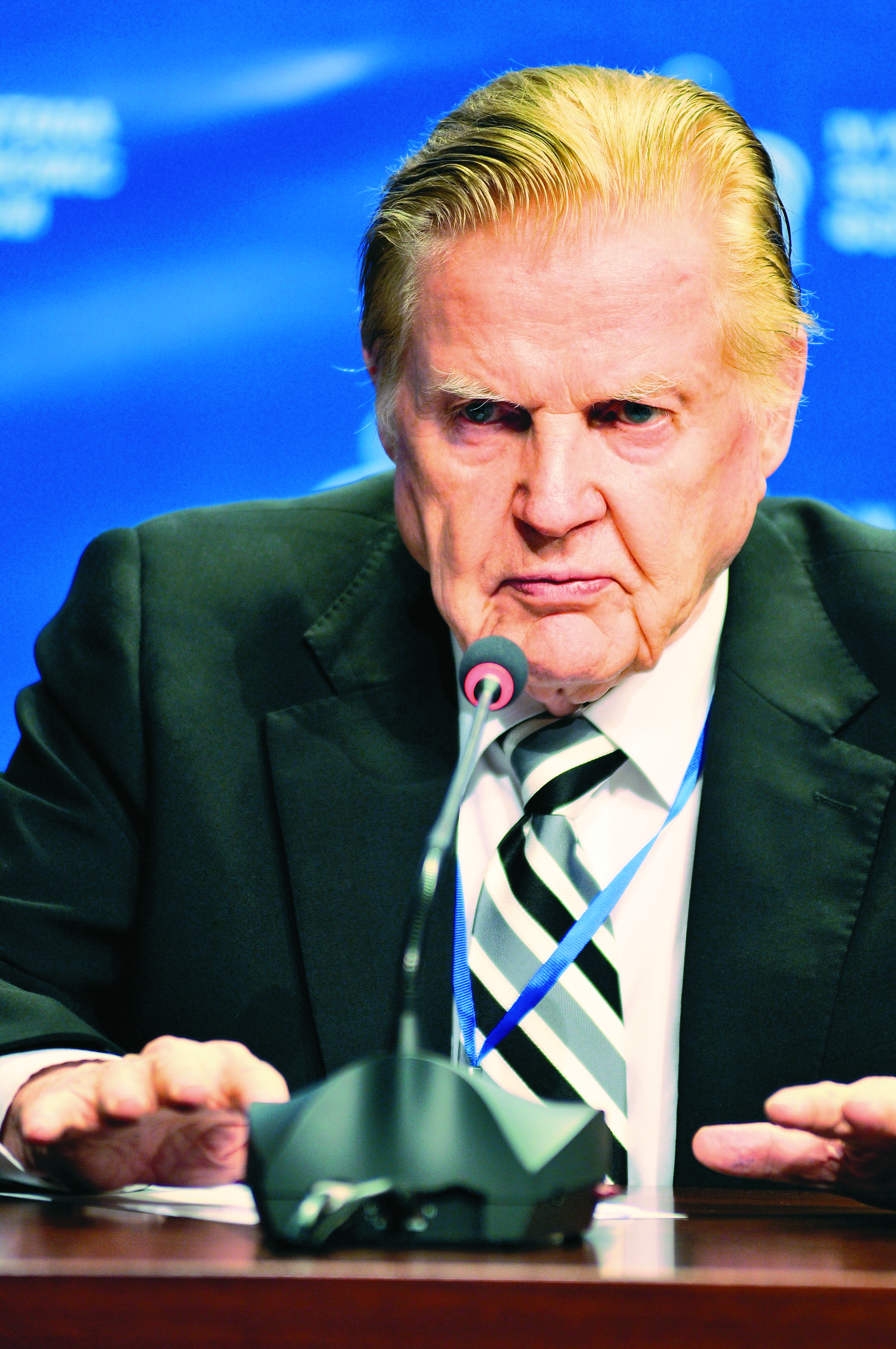
Robert Mundell, közgazdasági Nobel-emlékdíjas (1999)
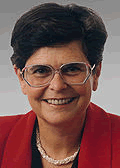
Ruth Dreifuss, Svájc első szövetségi elnöknője
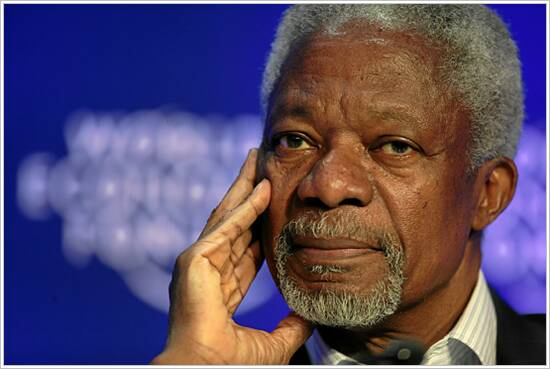
Kofi Annan, Nobel-békedíjas ENSZ-főtitkár

### Elöljárók, tanárok
16. század
- Béza Tódor (reformátor, első rektor, evangélikus teológus)
- Kálvin János reformátor, teológus

18. század
- Johann Bernoulli matematikus
- Jacques Necker jogász, közgazdász
- Horace-Bénédict de Saussure természettudós

19. század
- Raoul Pictet fizikus
- Rodolphe Töpffer retorika, irodalom

20. század
- Ankerl Géza szociológus, építész
- Werner Arber biológus, fiziológiai és orvostudományi Nobel-díjas, 1978
- Jean François Billeter sinológus
- Michel Butor író
- Czúcz Ottó jogtudós
- André Hurst klasszikafilológus, rektor
- Hans Kelsen jogtudós
- Hans Morgenthau jog- és politikatudós
- Jean Piaget pszichológus
- Ferdinand de Saussure nyelvtudós
- Spät András endokrinológus
- Háim Weizmann biokémikus

### Magyar díszdoktorai
- Erőss Lajos (püspök), 1909
- Gánóczy Sándor, 1982
- Kenessey Béla, 1909
- Révész Imre (egyháztörténész), 1938

### Híres hallgatói
Johannes Althusius, Kofi Annan, José Manuel Barroso, Daniel Bovet, Cey-Bert Róbert, Émile Doumergue, Heinrich von Gagern, Claude Goretta, Herepei Ádám, Horváth Barna (esperes), Victor Klemperer, Karl Korsch, Hans Luther, Mária Terézia luxemburgi nagyhercegné, Molnár Ferenc (író), Nagy Péter (irodalomtörténész), Claude Nicollier, Simon Schwendener, Joanna Stempińska, Soos Géza, Szávai János, Alain Tanner, Kurt Tucholsky, Vajay Szabolcs

## Fordítás
- Ez a szócikk részben vagy egészben  a   Geneven yliopisto című finn Wikipédia-szócikk ezen változatának fordításán alapul.  Az eredeti cikk szerkesztőit annak laptörténete sorolja fel. Ez a jelzés csupán a megfogalmazás eredetét és a szerzői jogokat jelzi, nem szolgál a cikkben szereplő információk forrásmegjelöléseként.
- Ez a szócikk részben vagy egészben  az   Universität Genf című német Wikipédia-szócikk ezen változatának fordításán alapul.  Az eredeti cikk szerkesztőit annak laptörténete sorolja fel. Ez a jelzés csupán a megfogalmazás eredetét és a szerzői jogokat jelzi, nem szolgál a cikkben szereplő információk forrásmegjelöléseként.